# Стефан Божков
Стефан Божков (болг. Стефан Божков, 20 вересня 1923, Софія — 1 лютого 2014, Софія) — болгарський футболіст, що грав на позиції захисника. По завершенні ігрової кар'єри — тренер. Одна з легендарних фігур в історії ЦСКА (Софія). Футболіст року в Болгарії (1955).

## Клубна кар'єра
Футбольну кар'єру Божков розпочав у столичному клубі «Спортіст» (Софія), у першій команді якого дебютував на своє 15-річчя, 20 вересня 1938 року, вийшовши у стартовому складі на матч проти «Фортуни» (Софія). Божков поступово зарекомендував себе як один з головних гравців «Спортіста» і у сезоні 1945 року є одним із лідерів команди, яка досягає свого найбільшого успіху за усю історію — вихід у фінал чемпіонату Болгарії. Там «Спортіст» програв «Локомотиву» (Софія) (1:3, 1:1), але саме Божков забив обидва голи за свою команду в тих матчах.
На початку 1947 року Божков поїхав до Чехословаччини, щоб вивчати медицину в університеті Пльзеня, і виступав за місцевий клуб «Кладно», забивши гол у дебютному матчі проти «Славії» (Прага). Він пробув у Чехословаччині майже два роки і провів за клуб 59 ігор.
Влітку 1948 року з ним зв'язався представник новоствореного софійського клубу «Септемврі при ЦДВ» (нині — ЦСКА), щоб запросити його приєднатися до армійської команди. В результаті на початку вересня 1948 року Божков повернувся до Болгарії і через кілька днів дебютував за «армійців» в матчі фіналу чемпіонату Болгарії сезону 1948 року проти «Левські» (Софія). «Септемврі при ЦДВ» програв перший поєдинок 1:2, але виграв другий 3:1 і здобув свій історичний перший трофей.

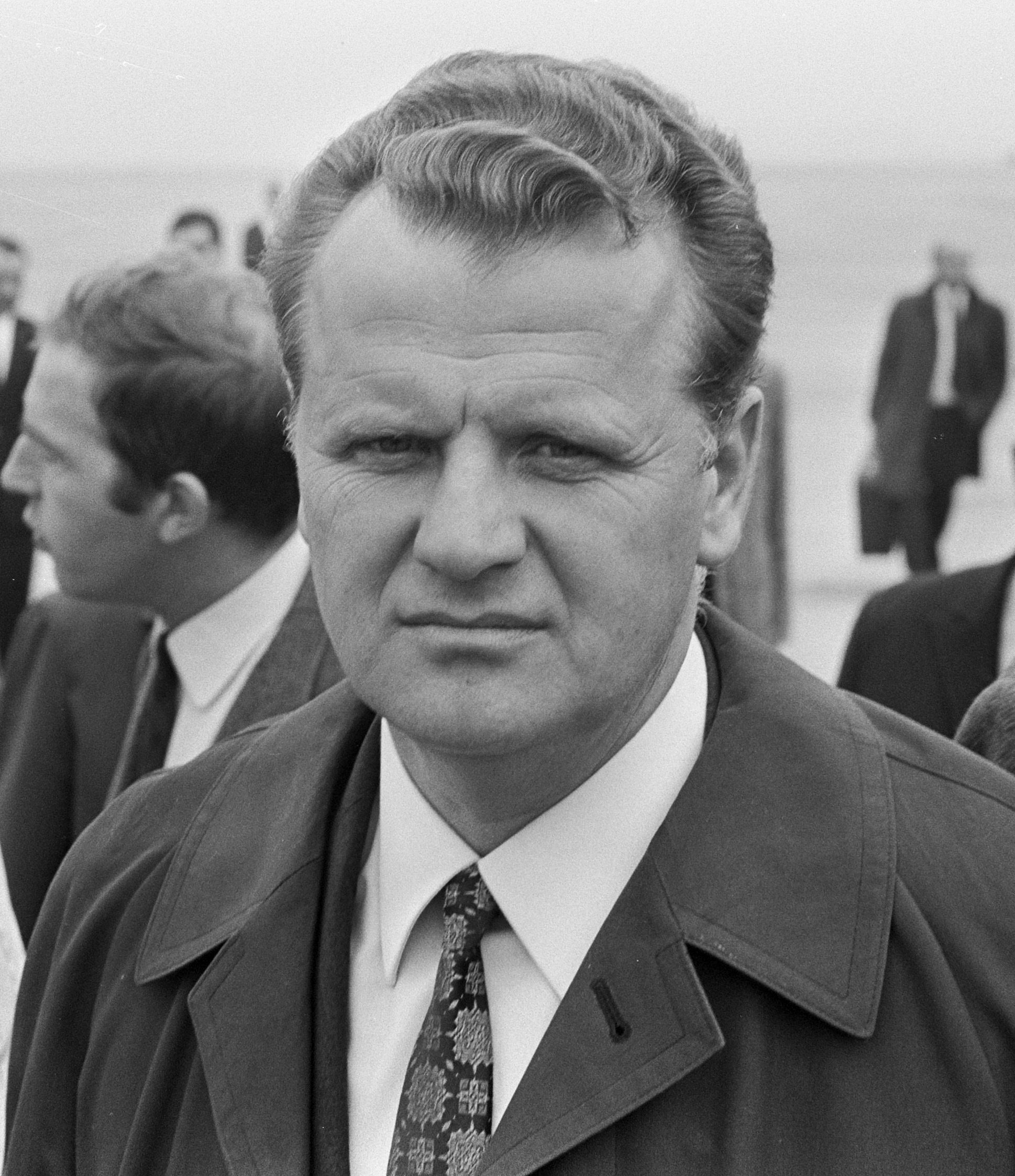
Стефан Божков у 1969 році

Божков грав за клуб 12 років. За цей період він провів 202 гри в чемпіонаті і забив 45 голів будучи лідером і капітан легендарної команди ЦСКА 1950-х років. За цей час він став з командою став 10-разовим чемпіоном Болгарії, а також 3-разовим володарем національного кубка. Він провів також 7 матчів у Кубку європейських чемпіонів, забивши 1 гол — 24 лютого 1957 року він реалізував пенальті у чвертьфінальному матчі проти югославської «Црвени Звезди» (2:1). Був визнаний найкращим футболістом Болгарії на 1955 рік, а на наступний рік посів 13-е місце в опитуванні «Золотий м'яч» на найкращого футболіста Європи. Завершив кар'єру футболіста виступами за команду ЦСКА (Софія) у 1960 році.

## Виступи за збірну
8 листопада 1946 року дебютував в офіційних матчах у складі національної збірної Болгарії в товариській грі проти Румунії (2:2).
У складі збірної був учасником футбольних турнірів на Олімпійських іграх 1952 року у Гельсінкі та Олімпійських іграх 1956 року у Мельбурні, на якому команда здобула бронзові нагороди.
Останній матч провів 21 грудня 1958 року проти ФРН (0:3). Загалом протягом кар'єри у національній команді, яка тривала 13 років, провів у її формі 53 матчі (в 41 з яких був капітаном), забивши 4 голи.

## Кар'єра тренера
Всього через кілька місяців після закінчення кар'єри футболіста Стефан Бошков тимчасово очолив тренерський штаб збірної Болгарії. Під його керівництвом команда наприкінці 1960 року провела 3 матчі (2 перемоги і 1 поразка), після чого з 1961 по 1963 рік Божков був помічником тренера в ЦСКА, вигравши титул чемпіона Болгарії 1961/62. Згодом з листопада 1964 року по грудень 1965 року він знову був помічником тренера ЦСКА у штабі росіянина Григорія Пінаїчева, вигравши Кубок Радянської армії в 1964/65.

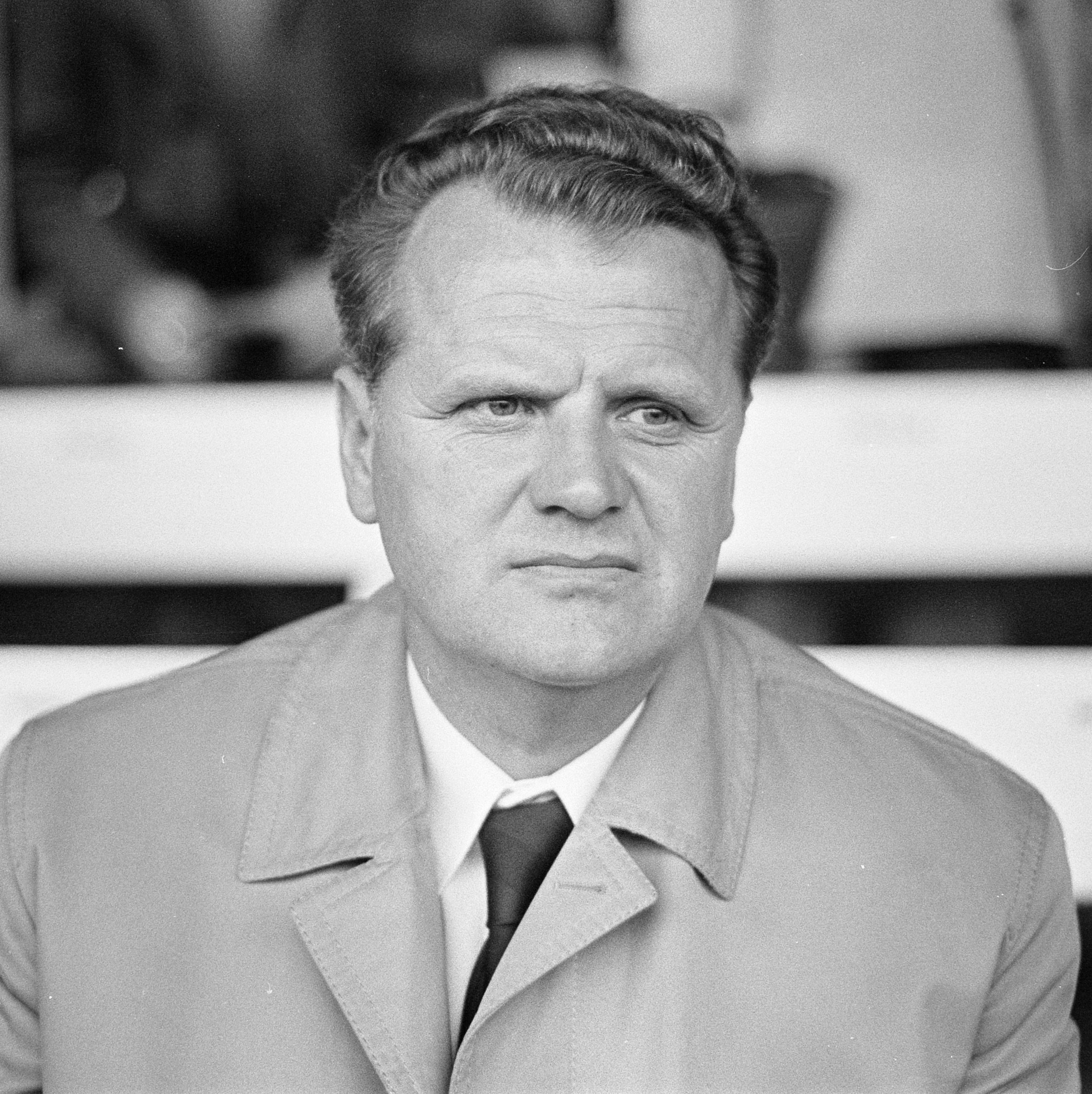
Стефан Божков у 1972 році

З 1966 по 1970 рік він був головним тренером національної збірної Болгарії, з якою в 1968 році посів друге місце на Олімпійському турнірі в Мексиці, а згодом вийшов з командою і на чемпіонат світу 1970 року у Мексиці. На «мундіалі» болгарська команда маючи у своєму складі таких зірок як Христо Бонєв, Димитар Пенєв та Георгі Аспарухов виступила вкрай невдало, набравши лише одне очко у групі з ФРН, Перу та Марокко, після чого Божков покинув посаду. Загалом за два періоди керував збірною у 35 іграх, здобувши 14 перемог і 10 нічиїх та зазнавши 10 поразок, різниця голів 51:48.
Потім довгий час був віце-президентом Болгарської федерації футболу (1975), головою тренерського комітету. Тренер ЦСКА (Софія) з 1982 по 1983 рік, вигравши Кубок Болгарії 1982/83, після чого був начальником команди.
Помер 1 лютого 2014 року на 91-му році життя у місті Софія.

## Титули і досягнення
- Чемпіон Болгарії (10):

ЦСКА (Софія): 1948, 1951, 1952, 1954, 1955, 1956, 1957, 1958, 1958–59, 1959–60
- Володар Кубка Болгарії (3):

ЦСКА (Софія): 1951, 1954, 1955
- Бронзовий олімпійський призер: 1956

### Індивідуальні
- Заслужений майстер спорту Болгарії (1953)
- Футболіст року в Болгарії (1955)
- Заслужений тренер Болгарії (1969)
- Заслужений працівник фізичної культури Болгарії (1976)
- Кавалер ордена «9 вересня 1944 року» І ступеня з мечами (1983)
- Почесний громадянин Софії та Кюстендила.